# 손상현
손상현(1977년 11월 1일 ~ )은 대한민국의 배우이다.

## 영화
- 《두사부일체》 (2001년)
- 《비열한 거리》 (2006년)
- 《1번가의 기적》 (2007년)
- 《스카우트》 (2007년)
- 《어쿠스틱》 (2010년) - EP3.잠금해제 - 부하 1 역 (단역)
- 《황해》 (2010년)
- 《푸른소금》 (2011년)
- 《카운트다운》 (2011년) - 항구 경호원 역 (단역)
- 《친구2》 (2013년) - 운전건달 역 (단역)
- 《잭보이》 (2014년) (주연)

## 드라마
- 《닥치고 꽃미남 밴드》 (2012년) - 도일부하 덩치 역 (단역)
- 《트라이앵글》 (2014년) - 부하 역 (특별출연)

## 애니메이션
- 《스페이스 파라다이스》 (2005년) - 스페이스맨 (목소리) 역